# Massimo Di Cataldo
Massimo Di Cataldo (Roma, 25 de abril de 1968) es un cantautor y actor italiano.

## Trayectoria artística
En 1993, mientras estaba trabajando en la serie producida por la RAI I ragazzi del muretto, supera la preselección para el festival de Castrocaro, en el cual llega a la final. A continuación es contratado por la casa discográfica Sony Music. Dos años más tarde llega segundo al Festival de Sanremo 1995 en el marco de la sección Nuevas propuestas con la canción ¿Qué será de mí?.
Luego publica su primer álbum, Libres como el viento, publicado en 35 países, que incluye los dúos con Eros Ramazzotti y Renato Zero.
Para la película de Disney Pocahontas interpreta en dúo con Manú Cortese el tema Si no te conociera para la edición italiana de la banda de sonido de la película.
En 1996 regresa al Festival de Sanremo 1996 con Si dices que te vas que ocupa el sexto lugar. 
Publica Con el alma último álbum en castellano que incluye el tema homónimo cantado a dúo con Youssou N'Dour por el cual ganó tres discos de platino.
El mismo año con ese tema (en italiano) ganó la trigésima segunda edición de Un disco para el verano
En 1997 se publica Crescendo; mientras que en 1999 sale Dieci álbum que incluye la canción presentada al Festival de Sanremo 1997 Come sei bella llegando a clasificarse última.
En 2001 sale la recopilación "Il mío tempo" y en 2002 es el momento del álbum Veramente. En 2005 lanza el álbum Sulla mia strada. En 2006 participa de la tercera edición de Music Farm, telerrealidad conducido por Simona Ventura, logrando llegar a la final, junto con Ivana Spagna y Pago clasificándose finalmente segundo.
A finales de ese año publica otra recopilación I consigli del cuore, que incluye temas desde el principio de su carrera y dos inéditos : I consigli del cuore y Più grande del cielo.
En 2009 lanzó su nuevo sencillo Gente per bene extraído del álbum Macchisenefrega (¿A quién le importa en su traducción literal al castellano), seguido por Schegge di luce.
El 22 de enero de 2010 publicó lo que a la fecha es su último álbum Universo.
En 2013, gana el Premio Lunezia por sus esfuerzos en defensa de los derechos humanos en toda su producción artística. A renglón  seguido publica el simple Se io fossi un angelo, canción originalmente compuesta e interpretada por Lucio Dalla.

## Discografía
- 1995 -Siamo nati liberi
- 1996 -Libres como el viento (incluye temas en castellano)
- 1996 -Anime
- 1997 -Con el alma (incluye temas en castellano)
- 1997 -Crescendo
- 1999 -Dieci
- 2001 -Il mío tempo(recopilación)
- 2002 -Veramente
- 2005 -Sulla mía strada
- 2006 -I consigli del cuore (recopilación con dos inéditos)
- 2009 -Macchissenefrega
- 2010 -Universo
- 2019 –Dal profondo